# Rodolphe Couthouis
Rodolphe Couthouis, né en 1974, est un acteur français.
Il a commencé sa carrière dans l'improvisation dans l'équipe d'Impro de Tours.

## Filmographie
- 2008 : Les Liens du Sang de Jacques Maillot : le second frère de José
- 2008-2009 : Plus belle la vie : Grégory Beliant, patron de « Seulement 10€.com »
- 2009 : La Guerre des miss de Patrice Leconte
- 2010 : Le Sentiment de la chair de Roberto Garzelli : médecin radiologie
- 2017 : Demain nous appartient : Mathieu Vannier / Grégory Auclert-Vallorta
- 2017 : Camping Paradis - Les mots du cœur : Quentin
- 2018 : Les Mystères de la basilique : Vincent, police judiciaire

## Doublage
- 2011 : Blackthorn : Eduardo Apodaca (Eduardo Noriega)
- 2023 : Le Pouvoir : ? ( ? )[1]

## Anecdotes
- Il mesure 1,75 m, a les cheveux bruns et les yeux marrons.
- En 1998, il fit ses débuts aux côtés de Thomas VDB lors de matchs d'improvisations à la Ligue d'Improvisation de Touraine où leur complicité les mènera à créer le personnage de rue "Freddy COUDBOUL" qui reste encore aujourd'hui un de ses personnages favoris.
- Il anime régulièrement une émission sur TV Tours : "LSD : Le Sujet Décalé" ou arnaché [Quoi ?] de son micro, il file à la rencontre des événements de la Capitale d'Indre-et-Loire pour animer et commenter avec humour "Décalé" de rigueur.